# Vasiľov
Vasiľov és un municipi del districte de Námestovo a la regió de Žilina, Eslovàquia, amb una població estimada a final de l'any 2017 de 828 habitants. Està situat al nord de la regió, a prop de el curs alt del riu Váh (conca hidrogràfica del Danubi), de les muntanyes Tatras i de la frontera amb Polonia.

## Demografia
| Godina             | 1994 | 2004   | 2014   | 2024   |
| ------------------ | ---- | ------ | ------ | ------ |
| Nombre de persones | 767  | 757    | 819    | 818    |
| Diferència         |      | −1,30% | +8,19% | −0,12% |

| Godina             | 2023 | 2024   |
| ------------------ | ---- | ------ |
| Nombre de persones | 823  | 818    |
| Diferència         |      | −0,60% |